# Бредет (Горж)
Бредет (рум. Brădet) — село у повіті Горж в Румунії. Входить до складу комуни Метесарі.
Село розташоване на відстані 244 км на захід від Бухареста, 24 км на південний захід від Тиргу-Жіу, 84 км на північний захід від Крайови.

## Населення
За даними перепису населення 2002 року у селі проживали 577 осіб, з них 575 осіб (99,7%) румунів. Усі жителі села рідною мовою назвали румунську.